# ویل کین
ویل کین (انگلیسی: Will Keane؛ زادهٔ ۱۱ ژانویهٔ ۱۹۹۳) یک بازیکن فوتبال اهل بریتانیا است.
از باشگاه‌هایی که در آن بازی کرده‌است می‌توان به باشگاه فوتبال ویگان اتلتیک اشاره کرد.